# Loddiswell
Loddiswell – wieś w Anglii, w hrabstwie Devon, w dystrykcie South Hams. Leży 49 km na południowy zachód od miasta Exeter i 290 km na południowy zachód od Londynu.